# McCord (Oklahoma)
Pour les articles homonymes, voir McCord.
McCord est une census-designated place du comté d'Osage, dans l'État d'Oklahoma, aux États-Unis,. En 2020, elle compte une population de 1 418 habitants.